# Меддах, Халед
Халед Меддах (араб. خالد مداح‎; род. 4 марта 1978) — алжирский дзюдоист, представитель средней весовой категории. Выступал за национальную сборную Алжира по дзюдо в период 1999—2006 годов, двукратный чемпион Африки, бронзовый призёр Всеафриканских игр, серебряный призёр Средиземноморских игр, победитель и призёр многих турниров национального и международного значения, участник двух летних Олимпийских игр.

## Биография
Халед Меддах родился 4 марта 1978 года.
Первого серьёзного успеха на взрослом международном уровне добился в сезоне 1999 года, когда вошёл в основной состав алжирской национальной сборной и побывал на Всеафриканских играх в Йоханнесбурге, откуда привёз награду бронзового достоинства, выигранную в зачёте средней весовой категории.
В 2000 году выиграл серебряную медаль на домашнем чемпионате Африки в Алжире, выступил на Кубке мира в Париже и благодаря череде удачных выступлений удостоился права защищать честь страны на летних Олимпийских играх в Сиднее. На Играх уже в стартовом поединке категории до 90 кг потерпел поражение от тунисца Искандера Хашиша и сразу же выбыл из борьбы за медали.
После сиднейской Олимпиады Бельгрун остался в составе дзюдоистской команды Алжира на ещё один олимпийский цикл и продолжил принимать участие в крупнейших международных турнирах. Так, в 2001 году он одержал победу на международном турнире в Тунисе, выиграл серебряную медаль на Средиземноморских играх в Тунисе, стал пятым на африканском первенстве в Триполи и седьмым на Кубке мира в Париже, выступил на мировом первенстве в Мюнхене, где в четвертьфинале вновь был остановлен Искандером Хашиша, тогда как в утешительном турнире за третье место проиграл боснийцу Амелю Мекичу.
В 2002 году победил на чемпионате Африки в Каире, принял участие в Суперкубке мира в Париже.
На чемпионате мира 2003 года в Осаке в среднем весе сумел дойти до 1/8 финала.
На чемпионате Африки 2004 года в Тунисе получил серебро, занял первое место на африканском олимпийском квалификационном турнире в Касабланке и тем самым прошёл отбор на Олимпийские игры в Афинах. Здесь вновь выступал в категории до 90 кг и снова провёл только один поединок, уступив на сей раз бразильцу Карлусу Онорату.
В 2005 году был лучшим на африканском первенстве в Порт-Элизабете.
Последний раз показывал сколько-нибудь значимые результаты на международной арене в сезоне 2006 года, когда выступил на Суперкубке мира в Париже — проиграл здесь россиянину Руслану Гасымову и французу Стефану Трено. Вскоре по окончании этих соревнований принял решение завершить спортивную карьеру.